# Pro12 2015-16
La Temporada 2015-16 de la Pro12 de rugby fue la decimoquinta edición de la liga profesional de rugby union.
De entre los 12 equipos que participaron esta temporada, 4 de ellos son irlandeses: Connacht, Leinster, Munster y Ulster; cuatro galeses: Cardiff Blues, Newport Gwent Dragons, Ospreys y el Scarlets,  dos escoceses: Edinburgh y el Glasgow Warriors y dos italianos: Benetton Treviso y Zebre.

## Clasificación
- 4 puntos por ganar.
- 2 puntos por empatar.
- 1 punto bonus por perder por siete puntos o menos.
- 1 punto bonus por anotar cuatro o más tries en un partido.

| Pos. | Equipo            | PJ | Gan | Emp | Per | PaF | PeC | Dif  | BP | Pts |
| ---- | ----------------- | -- | --- | --- | --- | --- | --- | ---- | -- | --- |
| 1    | Leinster Rugby    | 22 | 16  | 0   | 6   | 458 | 290 | 168  | 9  | 73  |
| 2    | Connacht Rugby    | 22 | 15  | 0   | 7   | 507 | 406 | 101  | 13 | 73  |
| 3    | Glasgow Warriors  | 22 | 14  | 1   | 7   | 557 | 380 | 177  | 14 | 72  |
| 4    | Ulster Rugby      | 22 | 14  | 0   | 8   | 488 | 307 | 181  | 13 | 69  |
| 5    | Llanelli Scarlets | 22 | 14  | 0   | 8   | 477 | 458 | 19   | 7  | 63  |
| 6    | Munster Rugby     | 22 | 13  | 0   | 9   | 459 | 417 | 42   | 11 | 63  |
| 7    | Cardiff Blues     | 22 | 11  | 0   | 11  | 542 | 461 | 81   | 12 | 56  |
| 8    | Ospreys Rugby     | 22 | 11  | 1   | 10  | 490 | 455 | 35   | 9  | 55  |
| 9    | Edinburgh Rugby   | 22 | 11  | 0   | 11  | 405 | 366 | 39   | 10 | 54  |
| 10   | Newport Dragons   | 22 | 4   | 0   | 18  | 352 | 492 | -139 | 10 | 26  |
| 11   | Zebre Rugby       | 22 | 5   | 0   | 17  | 308 | 718 | -410 | 4  | 24  |
| 12   | Benetton Treviso  | 22 | 3   | 0   | 19  | 320 | 614 | -294 | 8  | 20  |

|  | Clasificado a postemporada. |

## Fase final

### Semifinales
| 20 de mayo de 2016 | Leinster Rugby | 30 - 18 | Ulster Rugby | RDS Arena, Dublín, |  |

| 21 de mayo de 2016 | Connacht Rugby | 16 – 11 | Glasgow Warriors | Galway Sportsgrounds, Galway, |  |

### Final
| 30 de mayo de 2015 | Connacht Rugby | 20 – 10 | Leinster Rugby | Estadio Murrayfield, Edimburgo, |  |
|                    |                |         |                | Asistencia: 34.550 espectadores |  |

| Bandera de Irlanda |
| Campeón Connacht   |
| Primer título      |